# Bill Arce
William Benjamin ("Bill") Arce jr. (Oakland, 25 juni 1925 – Pomona, 7 maart 2016) was een Amerikaans honkballer en honkbalcoach.

## Loopbaan
Arce was in 1971 de bondscoach van het Nederlands honkbalteam en gaf vanuit Nederland, waar hij woonde in de jaren zestig en zeventig, vele honkbalclinics in diverse landen in Europa. In 1971 behaalde het Nederlands team onder zijn leiding het Europees Kampioenschap. Op 13 juli 1985 werd Arce opgenomen in de Nederlandse Hall of Fame van de Koninklijke Nederlandse Baseball en Softball Bond (KNBSB). De KNBSB vernoemde een prijs naar hem, de Bill Arce Award, die jaarlijks wordt uitgereikt aan de talentvolste jeugdcoach.
Ook in Amerika was Arce actief binnen het honkbal. Hij was betrokken bij vele programma's van universiteiten en hogescholen om het sporten op een hoger niveau te brengen, was in 1975 de bondscoach van het nationale team van Italië en stichtte in 1985 de ISG, de International Sports Group, een stichting zonder winstoogmerk bedoeld om internationale coachclinics te geven over de gehele wereld. Tevens was Arce onderdeel van het coachingteam van de nationale ploeg van Amerika in 1970, 1976 en 1978 en is opgenomen in de Amerikaans College Baseball Hall of Fame.
In 1944 vocht hij mee in de Slag om de Ardennen. Hij werd na de oorlog onderscheiden met een Purple Heart. Bill Arce overleed in 2016 op 90-jarige leeftijd.